# Campionati europei di skeleton 2003
I Campionati europei di skeleton 2003, nona edizione della manifestazione organizzata dalla Federazione Internazionale di Bob e Skeleton, si sono tenuti il 24 gennaio 2003 a Sankt Moritz, in Svizzera, sulla pista Olympia Bobrun St. Moritz–Celerina, il tracciato naturale sul quale si svolsero le competizioni del bob ai Giochi di Sankt Moritz 1928 e di Sankt Moritz 1948 e la rassegna continentale del 1986 (unicamente nella specialità maschile). La località elvetica ha quindi ospitato le competizioni europee per la seconda volta nel singolo maschile e per la prima in assoluto in quello femminile. Anche questa edizione si è svolta con la modalità della "gara nella gara" contestualmente a una tappa della Coppa del Mondo 2002/2003.

I campionati europei tornano a disputarsi a 15 anni di distanza dall'ultima edizione, tenutasi nel 1988 a Winterberg, in Germania.

## Risultati

### Skeleton uomini
La gara si è disputata il 24 gennaio 2003 nell'arco di due manches e hanno preso parte alla competizione 23 atleti rappresentanti 10 differenti nazioni.
| Pos. | Atleti               | Nazione     | Tempo   | Distacco |
| ---- | -------------------- | ----------- | ------- | -------- |
|      | Walter Stern         | Austria     | 2:22.06 |          |
|      | Gregor Stähli        | Svizzera    | 2:22.24 | +0.18    |
|      | Florian Grassl       | Germania    | 2:22.58 | +0.52    |
| 4    | Cédric Tamani        | Svizzera    | 2:22.69 | +0.63    |
| 5    | Martin Rettl         | Austria     | 2:22.83 | +0.77    |
| 6    | Kristan Bromley      | Regno Unito | 2:23.09 | +1.03    |
| 7    | Snorre Pedersen      | Norvegia    | 2:23.44 | +1.38    |
| 8    | Grégory Saint-Géniès | Francia     | 2:23.81 | +1.75    |
| 9    | Jürg Wenger          | Svizzera    | 2:23.95 | +1.89    |
| 10   | Stuart Hayden        | Regno Unito | 2:24.26 | +2.20    |

### Skeleton donne
La gara si è svolta il 24 gennaio 2003 nell'arco di due manches e hanno preso parte alla competizione 14 atlete rappresentanti 7 differenti nazioni.
| Pos. | Atleti             | Nazione     | Tempo   | Distacco |
| ---- | ------------------ | ----------- | ------- | -------- |
|      | Monique Riekewald  | Germania    | 2:26.05 |          |
|      | Diana Sartor       | Germania    | 2:26.16 | +0.11    |
|      | Tanja Morel        | Svizzera    | 2:27.39 | +1.34    |
| 4    | Maya Pedersen      | Svizzera    | 2:27.43 | +1.38    |
| 5    | Ljudmila Klak      | Svizzera    | 2:27.87 | +1.82    |
| 6    | Steffi Hanzlik     | Germania    | 2:28.09 | +2.04    |
| 7    | Ekaterina Mironova | Russia      | 2:28.16 | +2.11    |
| 8    | Carina Willoughby  | Regno Unito | 2:29.44 | +3.39    |
| 9    | Desirée Bjerke     | Norvegia    | 2:30.45 | +4.40    |
| 10   | Kerstin Jürgens    | Germania    | 2:30.71 | +4.66    |

## Medagliere
| Pos.   | Paese    | Oro | Argento | Bronzo | Totale |
| ------ | -------- | --- | ------- | ------ | ------ |
| 1      | Germania | 1   | 1       | 1      | 3      |
| 2      | Austria  | 1   | 0       | 0      | 1      |
| 3      | Svizzera | 0   | 1       | 1      | 2      |
| Totale | Totale   | 2   | 2       | 2      | 6      |